# Karl von Auwers
Karl Friedrich von Auwers (Gotha, 16 de setembro de 1863 — Marburg, 3 de maio de 1939) foi um químico alemão.
Foi orientador de Karl Ziegler e Georg Wittig na Universidade de Marburg.

## Vida
Filho do astrônomo Arthur Auwers, estudou na Universidade de Heidelberg e depois na Universidade de Berlim, onde foi orientado de August Wilhelm von Hofmann, onde obteve o doutorado em 1885. Após trabalhar mais um ano com Hofmann, juntou-se ao grupo de Viktor Meyer na Universidade de Göttingen, e depois na Universidade de Heidelberg. Permaneceu em Heidelberg até tornar-se professor da Universidade de Greifswald, em 1900. Foi responsável pela construção do novo departamento de química, do qual foi diretor. Em 1913 tornou-se chefe do departamento de química da Universidade de Marburg, onde permaneceu até aposentar-se em 1928. Karl von Auwers faleceu em 3 de maio de 1939 em Marburg.